# Charlotte Germann-Jahn
Charlotte Germann-Jahn (geb. 17. Februar 1921 in Zofingen; gest. 8. November 1988 in Zürich) war eine Schweizer Bildhauerin. 

## Leben und Wirken

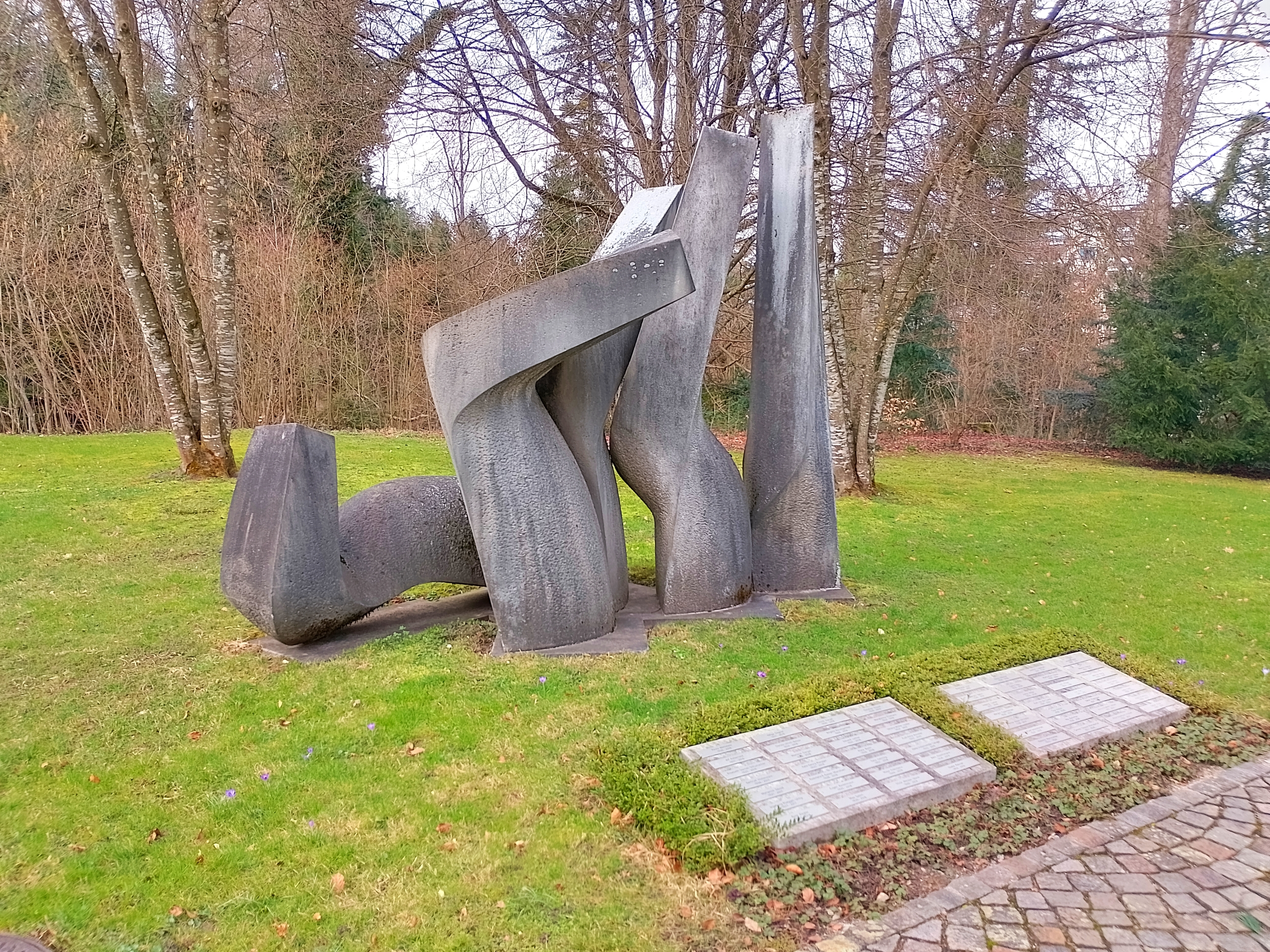
Skulptur, Auferstehung, Friedhof Zollikerberg

Charlotte Jahn wurde schon während der Mittelschule von Carl Fischer unterrichtet, einem Lehrer der Kunstgewerbeschule Zürich. Dort nahm sie 1940 auch das Studium auf, das sie bis 1942 bei Walter Roshardt, Ernst und Max Gubler sowie bei Ernst Georg Rüegg absolvierte – dazwischen war sie 1941 an der Genfer École des Beaux-Arts, wo sie Kurse bei Alexandre Blanchet besuchte.
1943 richtete sie ihr Atelier in Schwamendingen ein, arbeitete aber bei anderen Bildhauern weiter mit, unter anderem bei Karl Geiser, dessen Behandlung des Verhältnisses von Volumen und Oberfläche ihre Arbeit beeinflusste. Charlotte Germann-Jahn, die auch nach der Heirat mit dem Architekten Peter Germann 1946 weiterhin unter Jahn signierte, gewann 1952 den Wettbewerb für die Statue eines Sämanns für die landwirtschaftliche Schule Strickhof im Zürcher Oberland. Besondere, auch internationale Beachtung fand dann ihr Henry-Dunant-Denkmal vor dem Museum Henry Dunant Heiden von 1963.
Während sich Germann-Jahn in ihrem Frühwerk vor allem mit der menschlichen Figur auseinandersetzte, führte sie ihre Beschäftigung mit dem Thema Brunnen und Wasser allgemein ab Mitte der 1960er Jahre zunehmend auch in die Abstraktion. Ab dieser Zeit entstanden auch mehrteilige Werke, unter anderem aus Glasfaserbeton, die sich in Beziehung untereinander und mit der Landschaft setzen.
Eine ihrer ehemaligen Schülerinnen und Assistentinnen ist die Videokünstlerin Muda Mathis.
Sie fand ihre letzte Ruhestätte auf dem Zürcher Friedhof Nordheim.

## Skulpturen und Brunnen

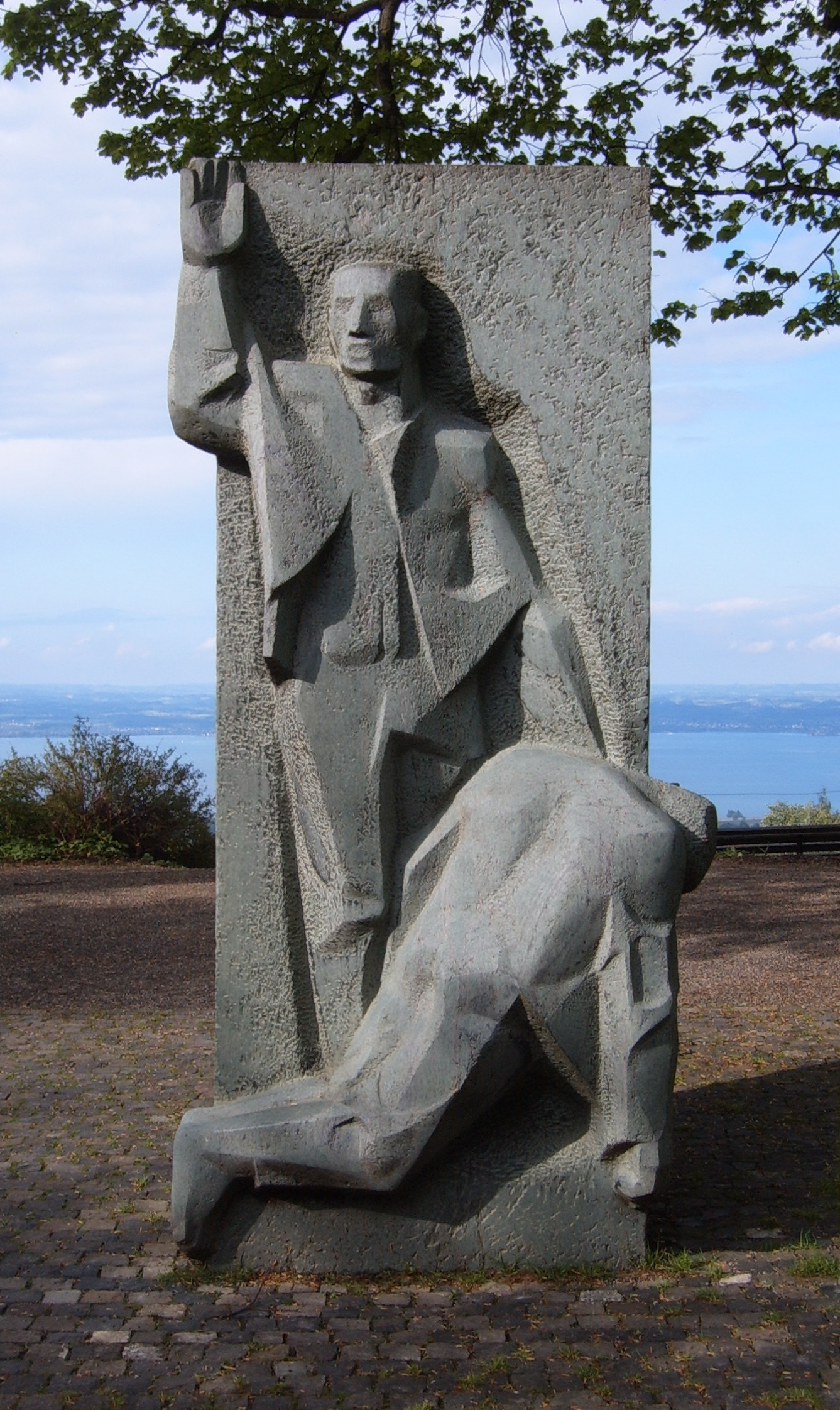
Denkmal für Henry Dunant, Heiden 1963
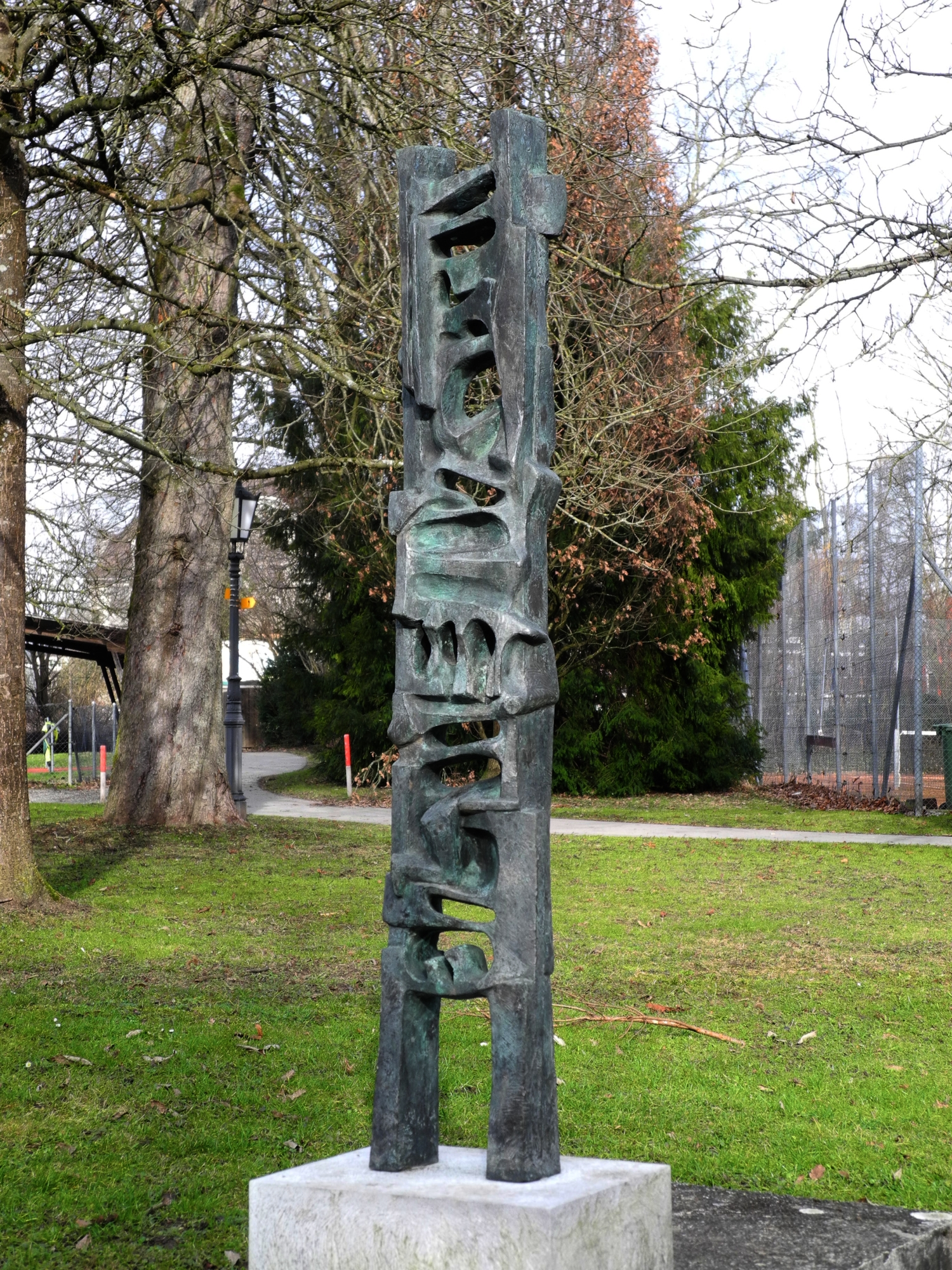
Jakobsleiter, Villa am Aabach, Uster, 1966
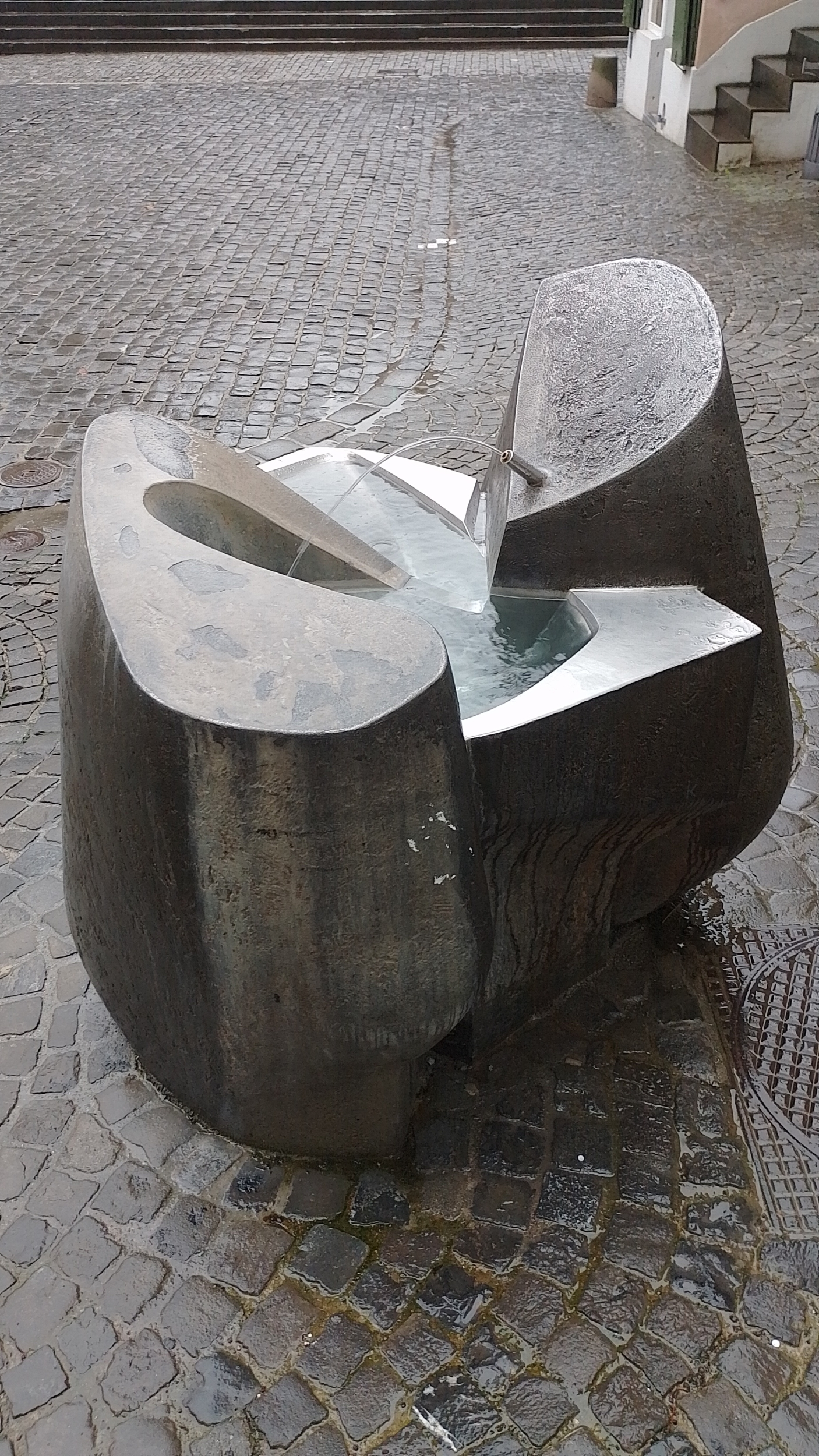
Brunnen, St. Peterhofstatt, Zürich, 1974
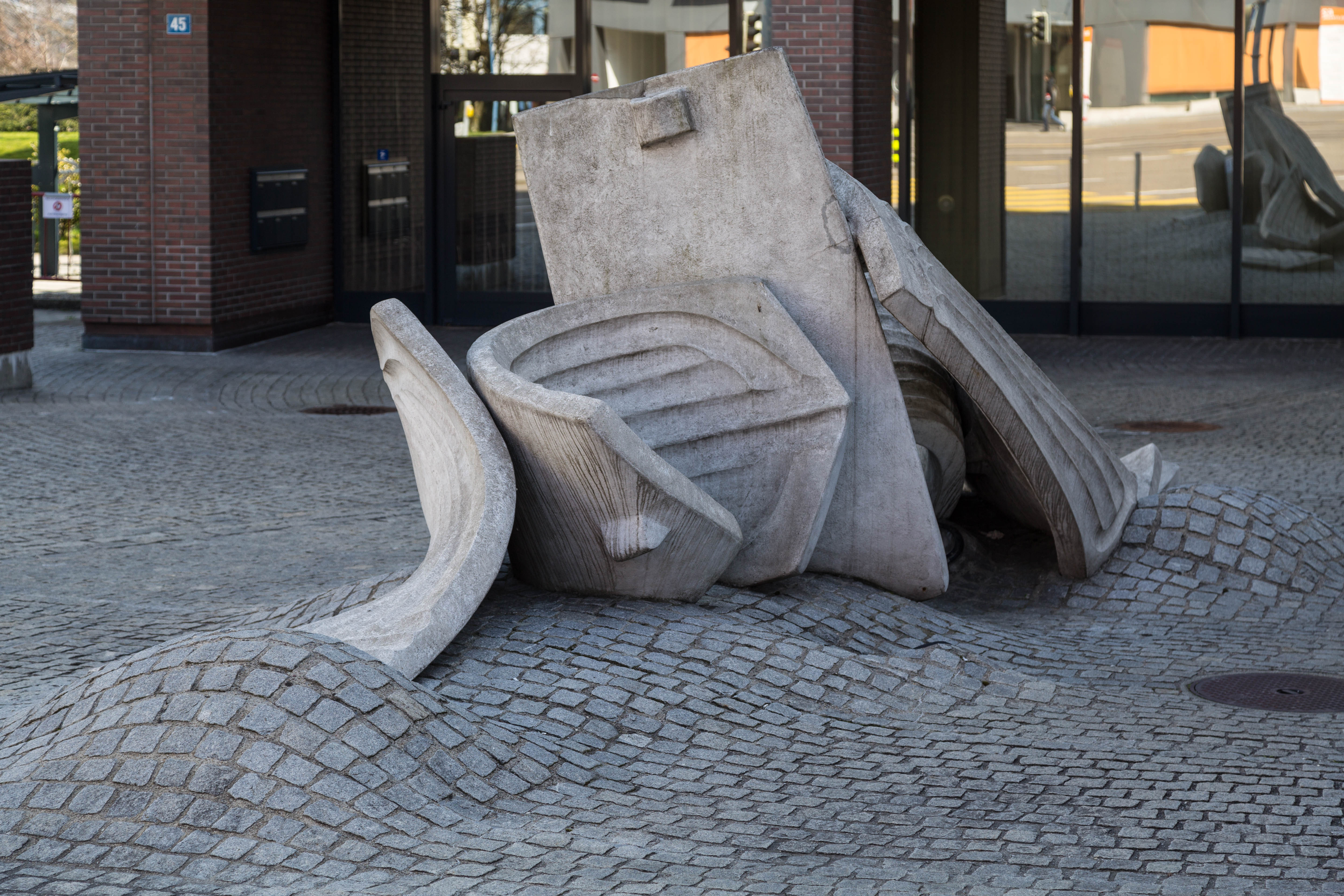
Biberburg, Giesshübelstrasse 45, Brunaupark in Zürich Wiedikon, 1984
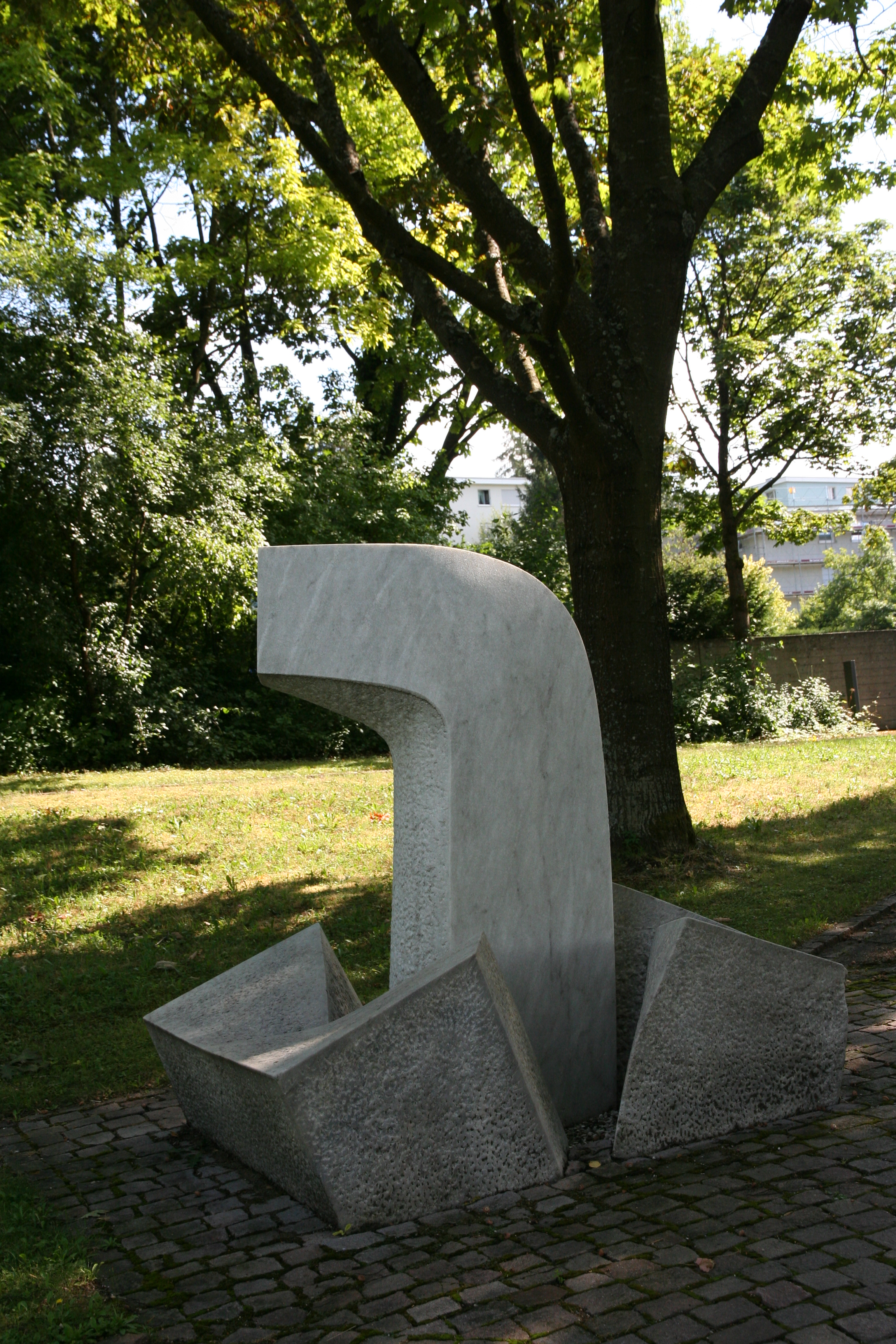
Stationen, Friedhof Witikon, Zürich, 1978–1981
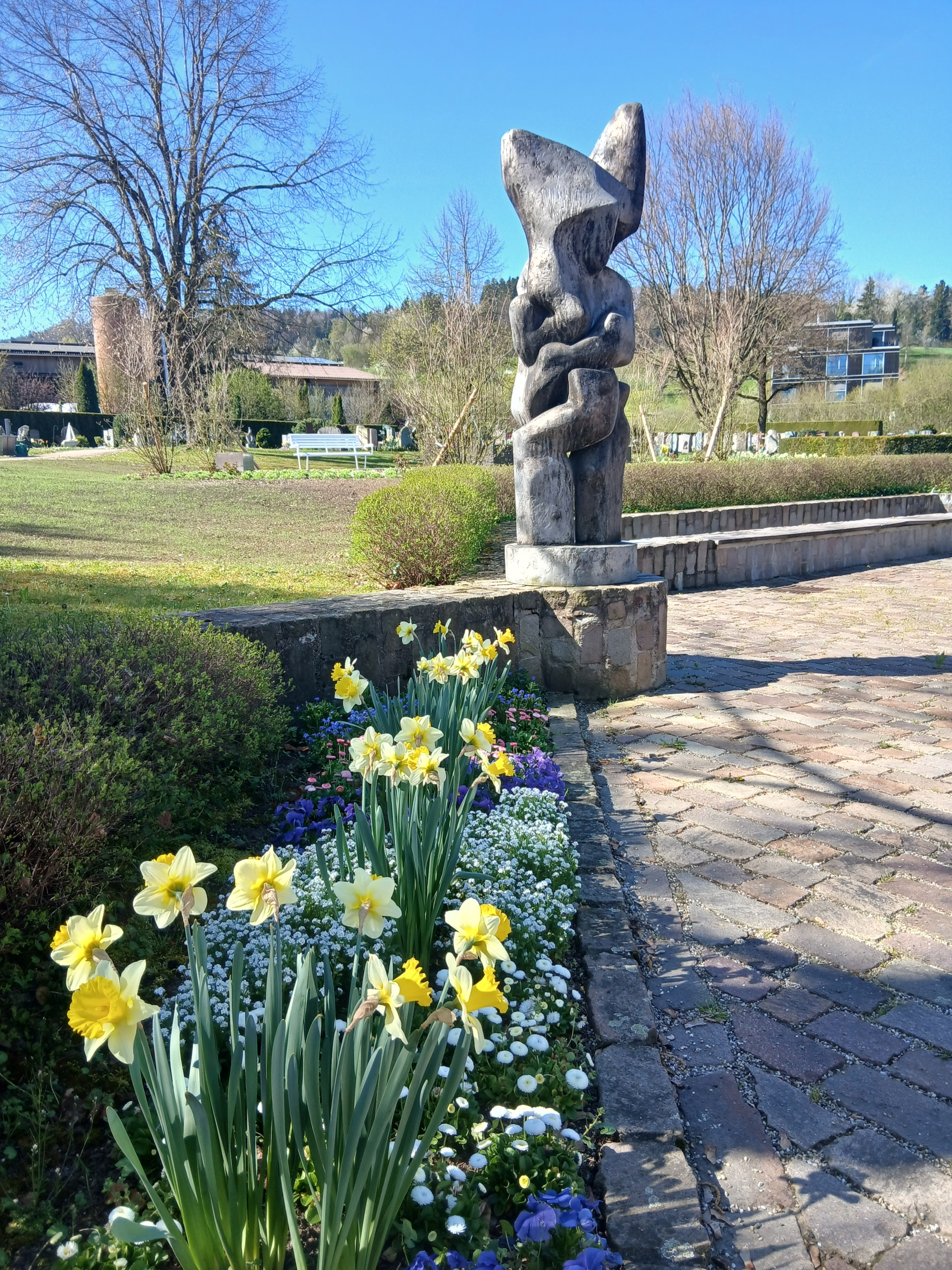
Friedhof Maur

## Werkliste (Auswahl)
- Der Sämann, Strickhof, Eschikon, 1952
- Henry-Dunant-Denkmal, Heiden 1963
- Jakobsleiter, Villa am Aabach, Uster, 1966
- Kurbrunnen, Bad Zurzach, 1968,
- Brunnen, St. Peterhofstatt, Zürich, 1974
- Stationen, Friedhof Witikon, Zürich, 1978–1981
- Windohren, Taubstummenheim Turbenthal, 1977
- Biberburg, Giesshübelstrasse 45 in Zürich-Wiedikon